# Christine Schulz (Künstlerin)

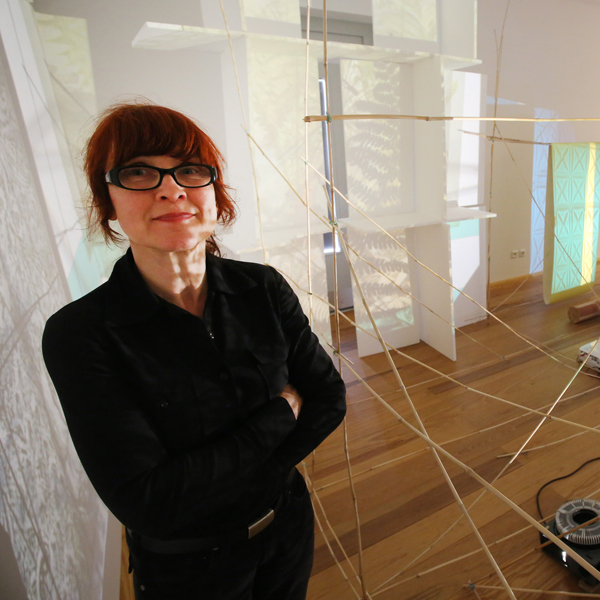
Christine Schulz (2014)

Christine Schulz (* 1961 in Braunschweig) ist eine deutsche Künstlerin (Fotografie, Medienkunst, Videokunst).

## Biografie
Schulz studierte freie Kunst an der HBK Braunschweig bei John Armleder, Birgit Hein und Thomas Virnich und war Meisterschülerin bei John Armleder.
2001 erhielt sie den Förderpreis der Kunsthalle Wilhelmshaven und 2009 eine Projektförderung der Stiftung Nord/LB Öffentliche und der Stiftung Braunschweigischer Kulturbesitz.
Schulz erforscht sowohl in ihren Medieninstallationen als auch in ihren fotografischen Arbeiten den ambivalenten Charakter des Bildes als Spiegelung und Konstruktion der Realität. Dabei demonstriert sie die Vergänglichkeit des Augenblicks, indem sie kurze Videosequenzen oder fotografische Elemente zu collagenhaften Bildgefügen kombiniert. Durch die Verbindung verschiedener sonst durch Raum und Zeit getrennter Elemente werden vertraute Sehgewohnheiten sowie vermeintlich unverrückbare Wahrheiten hinterfragt. Dieser Einstellung entsprechend bearbeitet Schulz je nach Kontext und Ausstellungssituation verschiedene gesellschaftlich relevante Themen in unterschiedlicher Art und Weise. Als Basis dient ihr dabei eine umfassende Sammlung selbst produzierter Fotografien, Videosequenzen und Standbilder sowie in den Medien und im Internet gefundenes Bild- und Filmmaterial, das durch ungewöhnliche Zusammenstellungen neue Sinngefüge ergibt. Auffällig ist außerdem die Betonung der technischen Dimension der Medien, die Schulz für ihre Installationen nutzt. So werden Projektionen zum Teil durch heute kaum noch gebräuchliche Medientechniken wie Overhead- oder Diaprojektoren erzeugt.
Charakteristisch für den installativen Ansatz der Künstlerin ist die Konstruktion neuer Raumstrukturen und Ordnungssysteme, die auf den vorgegebenen Raum reagieren. Mit Hilfe von Projektionen und temporären architektonischen Elementen werden vergängliche Installationen erschaffen, die je nach Thema und Kontext in ihrer visuellen Wirkung variieren.
Sie lebt in Berlin und Garbolzum.

## Auszeichnungen und Stipendien
- 2021 Arbeitsstipendium, Stiftung Kunstfonds, Bonn
- 2020 Arbeitsstipendium, Neustart Kultur, Stiftung Kunstfonds, Bonn
- 2018 Residenzstipendium im Centro Cultural Andratx
- 2015 Projektstipendium, Die Braunschweigische Stiftung
- 2013 Aufenthaltsstipendium im Künstlerhaus Bremen
- 2009 Projektförderung der Stiftung Nord/LB Öffentliche und der Stiftung Braunschweigischer Kulturbesitz
- 2004 Aufenthaltsstipendium, Künstlerhäuser Worpswede
- 2002 Jahresstipendium des Landes Niedersachsen
- 2001 Förderpreis der Kunsthalle Wilhelmshaven

## Ausstellungen (Auswahl)
- 1999: Lovely Musikprojekt, Verein für junge Kunst, Wolfsburg
- 2000: Play while you wait, American Fine Arts, Co. New York
- 2001: Nordwestkunst, Kunsthalle Wilhelmshaven
- 2002: Ein Treppenhaus für die Kunst VII, Niedersächsisches Ministerium für Wissenschaft und Kultur, Hannover
- 2002: You Won’t Know When, You Won’t Know Where, You Won’t Know Who, and You Won’t Know Why, Dukwon Gallery, Seoul
- 2003 Die Sehnsucht des Kartografen, Kunstverein Hannover
- 2004 artejovenaleman, Galeria de la ENPEG „La Esmeralda“, Mexico D.F.
- 2004 Weltrennen, Kunstverein Gifhorn (solo)
- 2005 artejovenaleman, Galeria de la ENPEG „La Esmeralda“, Mexico D.F.
- 2005 Casino, Parkhaus, Düsseldorf (solo)
- 2005 Züge Flüge Schiffe, upstairs, Berlin (solo)
- 2006 NORDENFJORDS 2006, Kunst fra Berlin, Kunstbygningen i Vra, Dänemark
- 2006 UP2date, Electron, Breda, Niederlande
- 2008 Parkhaus, Kunsthalle Düsseldorf
- 2008 Parcours, Kunstverein Wolfenbüttel (solo)
- 2009 Everything, then, passes between us, Kölnischer Kunstverein, Köln
- 2009 PLACEBO, Kunstverein Leverkusen Schloss Morsbroich (solo)
- 2010 Der offene Garten, Städtische Galerie Nordhorn
- 2010 fast forward 2 | The Power of Motion | Media Art Sammlung Goetz I ZKM Museum für Neue Kunst, Karlsruhe
- 2010 limites, Teatro da Trindade, Lissabon (solo)
- 2010 POP: Crackle & Snap, Leo Kuelbs Collection, New York
- 2011 auto.Mobil, Kunstverein Erfurt
- 2011 Urban Noise, Kunstraum Kreuzberg/Bethanien, Berlin
- 2011 Ventoux, upstairs, Berlin (solo)
- 2012 Memory Cash Project, Venus & Apoll in der Julia Stoschek Foundation, Düsseldorf
- 2012 Ventoux III, Kunstverein Bochum (solo)
- 2012 Vertikale, Filmmuseum Frankfurt, Frankfurt/Main
- 2013 27092013-06102013, blowin free, Emscher Kunst 2013, Oberhausen (solo)
- 2013 California Calling 2, Bräuning Contemporary, Hamburg (solo)
- 2013 California Calling, Souterrain, Berlin (solo)
- 2013 memories of future desires, Projektraum des deutschen Künstlerbundes, Berlin (solo)
- 2013 SCHAUPLATZ STADT, Kunstmuseum Mülheim an der Ruhr
- 2014 California Calling 3, Kunstverein Buchholz (solo)
- 2014 Input/Output, Worpsweder Museumsverbund
- 2014 TEMPUS RITUALIS, Contemporary Art Center of Thessaloniki (CACT)
- 2014 Tempus Ritualis, Galerie im Körnerpark, Berlin
- 2015 15 Jahre Preis der Nordwestkunst, Kunsthalle Wilhelmshaven
- 2016 Positions Berlin Art Fair, mit der Galerie Bräuning Contemporary, Berlin (K)
- 2016 A Sense of Self, Studio X, Transart Triennale Berlin, Berlin
- 2016 Light Year Program 9: SILENCE, The Triangle at Pearl and Anchorage Place, New York
- 2016 Smuggling Pop, Galerie b2, Leipzig
- 2016 X-halfway, Villa Amsberg, Braunschweig
- 2017 5  Bräuning Contemporary, Hamburg
- 2017 Heimat, Projektraum Deutscher Künstlerbund, Berlin
- 2017 Ohne mich, Onomato, Düsseldorf
- 2017 Space Invaders, Kunstverein Wolfsburg, City Gallery, Wolfsburg
- 2017 Von Pablo Picasso bis Robert Rauschenberg_Hommage à Ingrid Mössinger, Kunstsammlungen Chemnitz, Chemnitz (K)
- 2018 88. Herbstausstellung, Kunstverein Hannover
- 2018 BerlinBritzenale, Berlin
- 2018 Light Box, Kunstmuseum Celle
- 2018 Paula Modersohn-Becker Kunstpreis, Große Kunstschau Worpswede, Barkenhoff Worpswede
- 2018 Studio Spring: R. Danielsson, A. Passero, M. Poppe, C. Schulz, Centro Cultural Andratx, Mallorca, Spain
- 2018 Ways, FataMorganaGalerie, Leo Kuelbs Collection, Berlin (solo)
- 2019 Flüchtige Entwürfe, Deutscher Künstlerbund, Berlin
- 2019 LEBE DEIN AENDERN, Randlage Artfestival Worpswede
- 2019 Zeit & Raum, Bräuning Contemporary, Hamburg
- 2019 KLECKSOGRAPHY, Kunsthalle Weseke (mit Ingo Rabe)
- 2019 Animationen, Screening im Künstlerverein Malkasten, Düsseldorf
- 2019 #AOTD - Art of the day, CCA-Andratx, Mallorca
- 2019 LAYERS / ΕΠΙΠΕΔΑ / SCHICHTEN, Museum of Modern Art, Thessaloniki
- 2020 Elementum, Singular Positions, CCA Andratx, Mallorca
- 2020 LAYERS / ΕΠΙΠΕΔΑ / SCHICHTEN, Kunstmuseum Bochum
- 2020 30 Jahre Salon Salder, Städtisches Museum Schloss Salder, Salzgitter
- 2020 Jede Menge Ordnung, Allgemeiner Konsumverein, Braunschweig
- 2020 HAI, galerie januar + Kunstverein Bochum + Kunstverein Bochumer Kulturrat, Bochum (solo)
- 2020 Remember Lone Pine, KW/Randlage Galerie, Worpswede (solo)
- 2021 Sequence, Videokunstprojekt im öffentlichen Raum, Kunstverein Bochum in der Kortumgesellschaft, Bochum
- 2021 IVO II Zoos und Museen sind wieder geöffnet, Art/Space-Project KW/Randlage im haus6, Worpswede (solo)

## Sammlungen (Auswahl)
- Kunstsammlungen Chemnitz
- Sammlung Goetz, München
- Ahlers Collection, Herford
- Sammlung Bastian, Berlin
- Sammlung Marx, Berlin
- Leo Kuelbs Collection, New York